# Historieta en los Estados Unidos

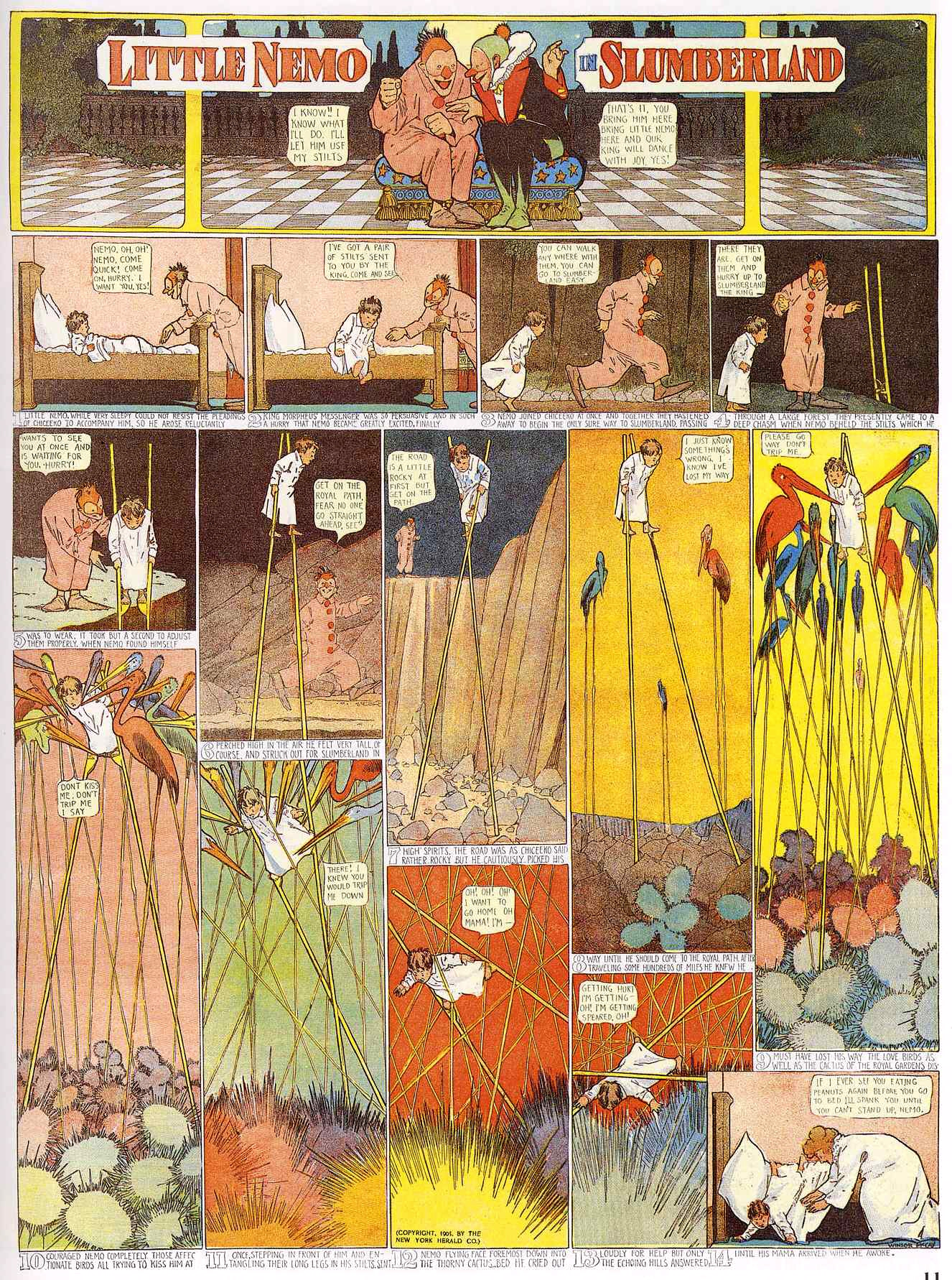
Una de las primeras páginas de Little Nemo in Slumberland.

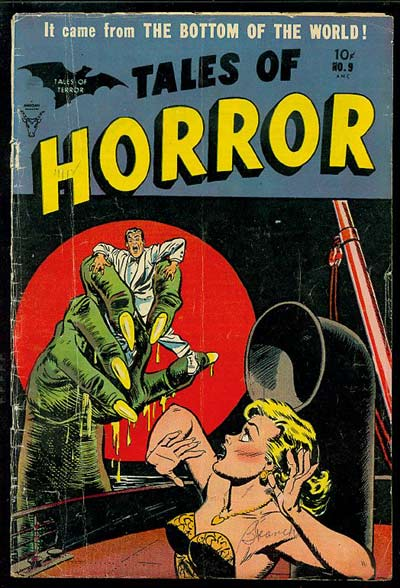
Portada de Tales of Horror, un cómic de terror de la década de 1950.

La historieta o cómic estadounidense constituye una de las tres grandes tradiciones historietísticas a nivel global, junto con la franco-belga y la japonesa. Siendo la primera en generar una verdadera industria y en adoptar de forma consistente el globo de diálogo, lideró la producción mundial durante toda la primera mitad del siglo XX, gracias a series como Flash Gordon, Krazy Kat, Li'l Abner, Little Nemo in Slumberland, El Príncipe Valiente, Popeye, The Katzenjammer Kids, Terry y los piratas, Blondie y The Spirit.
Dominada desde entonces por el género de los superhéroes, cuyos personajes más populares de DC Comics y Marvel Comics como Superman, Batman, Mujer Maravilla, Flash, Shazam, Spider-Man, Hulk, X-Men, Iron Man, Capitán América y Thor, ha aportado obras tan diversas como American Splendor, Calvin y Hobbes, Conan el Bárbaro, Den, Jimmy Corrigan, Maus, Odio, Garfield, Cathy, Marvin, Beetle Bailey, Heathcliff y Peanuts.
Entre sus autores más reconocidos, pueden citarse a Neal Adams, Carl Barks, Richard Corben, Robert Crumb, Will Eisner, Burne Hogarth, Jack Kirby, Harvey Kurtzman o Frank Miller.
Cuenta con premios como el Eisner y su evento más importante es la Comic-Con de San Diego.

## Historia

### Orígenes (1871-95)
El modelo de la revista británica Punch (1841) fue imitado en todo el mundo, dando lugar en los Estados Unidos, a Puck (1871), Judge (1882) y Life (1883), donde hicieron su carrera autores como Arthur Burdett Frost y Frank M. Howarth y comenzaron, entre otros, Richard Felton Outcault y George Herriman.
En la época dorada de la prensa estadounidense, los dos principales editores del país, William Randolph Hearst y su rival Joseph Pulitzer, decidieron usar la historieta como una manera de vender sus periódicos a una población emigrante que no entendía muy bien el inglés pero sí podía leer las historietas. Surgen pronto series con personajes fijos, como The Little Bears, de James Swinnerton en 1892. Al año siguiente, se incorpora el color en el suplemento dominical del New York World de Pulitzer.

### La modernidad (1896-1923)

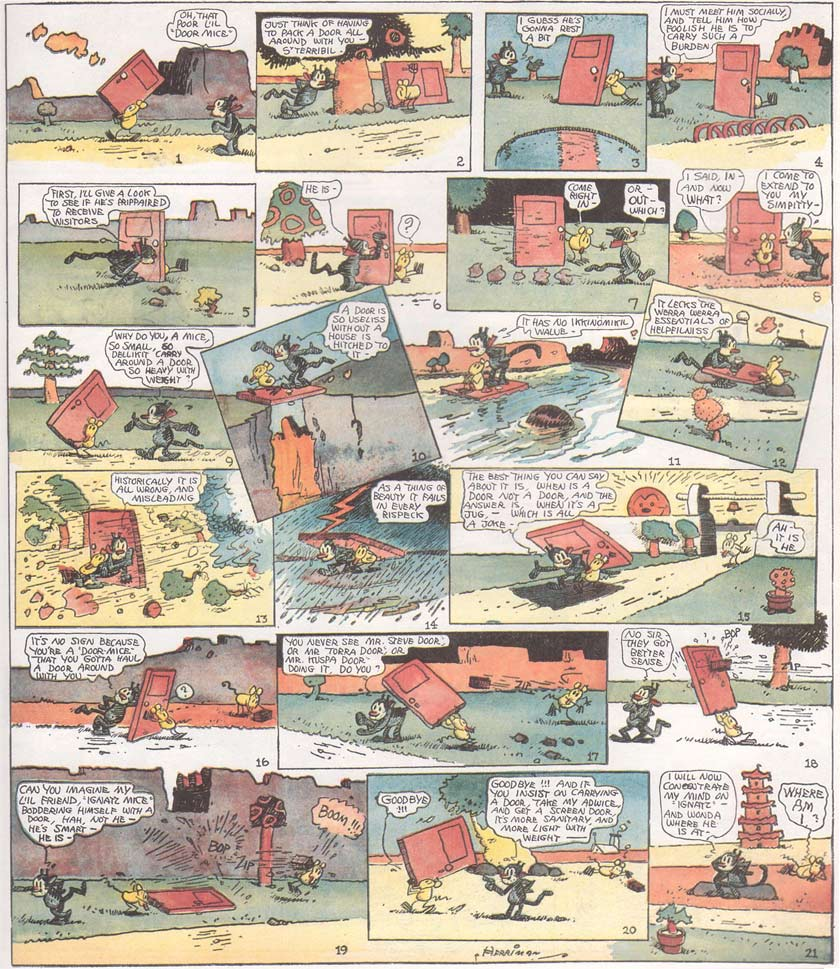
Dominical de Krazy Kat de 1922.

En The Yellow Kid (1894) de Outcault, los pequeños gags episódicos de una viñeta se fragmentaron en tiras auto-conclusivas, siendo su protagonista quien garantizaba la continuidad. A causa de ello, los editores intentaban robarse mutuamente estos personajes hasta que los tribunales sentenciaron que una serie y sus protagonistas debían cambiar de título si cambiaban de periódico. En 1914 William Randolph Hearst fundó la primera agencia de distribución de tiras o syndicate: el Kings Feature Syndicate.
Otras series germinales fueron Happy Hooligan (1904) de Frederick Burr Opper, sobre un mendigo al que todo le sale mal pero nunca pierde su sonrisa, y The Katzenjammer Kids (1912) de Rudolph Dirks, protagonizada por dos traviesos niños, rubio y moreno, inspirados en Max y Moritz de Wilhelm Busch. También patoso es Boob McNutt (1915) de Rube Goldberg.
Pronto surgieron series arriesgadas que exploraban las posibilidades cromáticas, rítmicas y esquemáticas de la página y que hoy figuran como los mejores clásicos del cómic de prensa: Little Nemo in Slumberland (1905) de Winsor McCay y Krazy Kat (1907) de George Herriman. Otras series vanguardistas son The Upside Downs (1903) de Gustave Verbeek y Wee Willie Winkie's World (1906) de Lyonel Feininger.
No obstante, las tiras más populares de la época oscilaban entre el humor físico del slapstick y los problemas de adaptación a la modernidad y liberalidad de costumbres por un grupo de personajes. El grupo podía ser una familia o una pareja, siempre polarizada entre un padre y sus hijos o esposa o entre dos compañeros de diferente carácter. Los ejemplos más famosos fueron Mutt and Jeff de Bud Fischer (1907), que inició la serie diaria, Polly and her pals (1912) de Cliff Sterret, Bringing up father (1913) de George McManus, Gasoline Alley (1918) de Frank King, Thimble theater (1919) en la que Segar crearía a Popeye, Little Orphan Annie (1924) de Harold Gray y The Bungle Family (1924) de Harry J. Tuthill. También surgen «girl strips», como Tillie the Toiler, de Russ Westover, en 1921.
Desde marzo de 1897, otra vez de la mano de Hearst, las tiras se recopilaron, apareciendo al menos 70 recopilaciones sólo entre 1900 y 1909.

### La aventura entre dos guerras (1924-37)

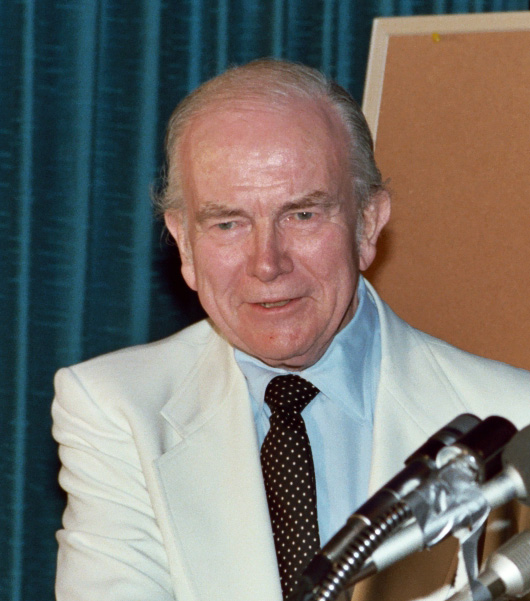
Milton Caniff en 1982.

La experiencia moderna se truncaría con la depresión de 1929 que empujaría a una renovación del cómic de prensa. Se acabaron el comentario sociológico, ahora peligroso, y los excesos artísticos, ahora demasiado caros, en favor del puro entretenimiento. A pesar de la existencia de notables series cómicas como Blondie (1930) de Chic Young, The Little King de Otto Soglow, Alley Oop (1932) de V. T. Hamlin o Li’l Abner (1934) de Al Capp y de las vanguardistas novelas en imágenes de Lynd Ward, los siguientes años estarían marcados por las tiras de aventuras. Tras el éxito comercial de Wash Tubbs (1924) de Roy Crane, que introdujo el plano general, Tim Tyler's Luck (1928) de Lyman Young, Buck Rogers (1929) de Dick Calkins, Dick Tracy (1931) de Chester Gould y Brick Bradford (1933) de William Ritt y Clarence Gritt; este género se apuntalaría en 1934.
Ese año, la editorial King Features Syndicate contrató como ilustrador a Alex Raymond para que dibujase dos series dominicales: Flash Gordon y Jungle Jim, y una diaria: Secret Agent X-9 (con guiones del escritor Dashiell Hammett). Tanto Raymond como el Harold Foster de Tarzán (1929) y Príncipe Valiente (1937) definirían la nueva estética de las tiras de aventuras: pictorialista, magistral y minuciosa; elegante y, sobre todo, atmosférica. Se recuperó, por tanto, el valor seguro del realismo en detrimento del grafismo más vanguardista de los años veinte.
También en 1934 se empieza a publicar Terry y los piratas de Milton Caniff, quien, además de introducir el plano americano e imitaciones del plano-secuencia, sustituye definitivamente lo episódico por la continuidad, tornando fundamental el reto del suspense al final de tira o página para mantener el clímax.
Paradójicamente, al impulsar esta renovación, la depresión de 1929 consolidó la historieta estadounidense que, a través de la editorial Kings Feature Syndicate, invadió el ámbito europeo con Le Journal de Mickey (1934). En el propio país, el guionista Lee Falk continuaría el formato con The Phantom (1936) y Mandrake the magician (1939), Burne Hogarth se haría cargo de Tarzán en 1937 y se inauguraría el folletín romántico con Mary Worth (1939) de Allen Saunders y Brenda Starr (1940) de Dale Messick, pero en 1938 el cómic de prensa sufría un duro golpe con el nacimiento del comic-books de superhéroes.

### El auge del comic book (1938-1945)
Aunque el primer comic book (Funnies on Parade) había sido publicado por Max Gaines en 1933 y ya habían surgido pequeñas compañías como All Star Comics o Detective Comics a mediados de la década, no será hasta 1938 que aparezca el primer superhéroe: Superman, creado por Joe Shuster y Jerry Siegel. Posteriormente, surgirán Batman (1939) de Bill Finger/Bob Kane, Capitán Marvel (1939) de Bill Parker/C. C. Beck, La Mujer Maravilla (1941) de William Moulton Marston/H. G. Peter, el Capitán América (1941) de Joe Simon/Jack Kirby o Plastic Man (1941) de Jack Cole.
La mayoría fueron creados durante la Segunda Guerra Mundial y en un principio apelaban al patriotismo del público estadounidense, presentando nombres o uniformes relacionados con EE. UU. o sus símbolos nacionales, y enfrentándose por lo general al nazismo. Esto les granjeó un gran éxito comercial, pero también motivó una gran crisis luego del final de la guerra, tras la cual apenas unos pocos títulos permanecieron en actividad.
Los superhéroes tenían esquemas narrativos muy parecidos a las tiras de aventuras: historia entre la realidad y la ficción, en forma de serie continua, basada en un protagonista carismático con doble identidad, máscara/disfraz o complementos. Bien visto, lo único que añadieron los superhéroes fueron los superpoderes, pero desde el punto de vista industrial acabarían con la edad de oro de los cómics de prensa estadounidenses.
Otras series de estos años, muy diferentes entre sí, son Sheena, reina de la jungla (1938), Spirit (1940) de Will Eisner o Archie (1942), por no mencionar las denominadas Biblias de Tijuana, de marcado cariz erótico.
En el terreno de la tira cómica, se lanzan Nancy (1938) de Ernie Bushmiller, Brenda Starr (1940) de Dale Messick, Barnaby (1942) de Crockett Johnson, Sad Sack (1942) de George Baker o La pequeña Lulú (1945) de John Stanley.

### Problemas en el paraíso (1945-55)
Tras la guerra, la historieta estadounidense se encuentra en su cénit, con unas ventas enormes y con un público compuesto por niños, adolescentes y adultos jóvenes, tanto masculinos como femeninos. Sin embargo, enseguida va a tropezar con graves limitaciones: de formato, para las tiras de prensa, y temáticas, para los comic books.
- En la prensa, se impone la llamada daily strip (‘tira diaria’), que ocupa uno de los fragmentos horizontales de una página de contenido heterogéneo y podía ser, dependiendo del género, una narración completa o serial. También había publicaciones de página completa los domingos, aunque los autores eran diferentes. Esto impuso una limitación espacial a diálogos y acción, perjudicando a los cómics más realistas, como Johnny Hazard (1944) de Frank Robbins, Rip Kirby (1946) de Alex Raymond o Steve Canyon (1947) de Milton Caniff; en los años venideros las más importantes adoptarían predominantemente protagonistas orientados a la infancia, pero mostrarían una fuerte carga intelectual, como Pogo (1948) de Walt Kelly o King Aroo de Jack Kent y Peanuts de Charles Schulz, ambas de 1950.

- En el comic book, se alcanzaba una gran variedad temática, triunfando los de ciencia ficción («Planet Comic», desde 1940), crímenes (Crime Does Not Pay, desde 1942); funny animals (con el gran Carl Barks al frente), terror (Frankenstein Comics, 1945), romance (Young Romance, desde 1947) y westerns, destacando sobre todo los publicados por la empresa EC Comics, dirigida desde 1947 por Wiliam Gaines. En 1954, los ataques de Fredric Wertham, autor del ensayo La Seducción del Inocente, y de un Subcomité del Senado para la Investigación de la Delincuencia Juvenil provocaron caídas generalizadas de ventas y la creación por parte de las editoriales supervivientes de The Comics Magazine Association of America, que instituyó el Comics Code Authority (en la práctica una forma de autocensura).[3]

A pesar de todo, el humor triunfa en revistas como MAD (1952) y en series como Beetle Bailey (1950) y Hi and Lois (1954) de Mort Walker, Daniel el travieso (1951) de Hank Ketcham o Richie Rich (1953) de Warren Kremer. Entre las tiras de grafismo realista, puede destacarse la incorporación de Dan Barry a Flash Gordon en 1951 y series como The Cisco Kid (1951) de Rod Reed/José Luis Salinas, Judge Parker (1952) de Nicholas P. Dallis y Big Ben Bolt (1950) o The Heart of Juliet Jones (1953), ambas escritas por Elliot Caplin e ilustradas por John Cullen Murphy y Stan Drake, respectivamente. Puede decirse, sin embargo, que «el grueso de la producción estadounidense, para la segunda mitad de los años sesenta, ha bajado de nivel y se halla por debajo de la producción francesa o italiana».

### Un nuevo resurgir (1956-75)

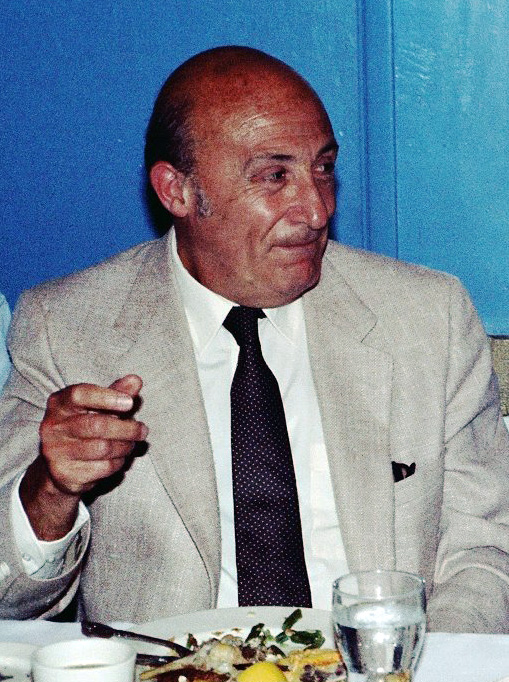
Will Eisner en 1982.

La denominada Edad de Plata de los comic-books tiene lugar gracias a la competencia de las editoriales Marvel Comics y DC a través de superhéroes como los nuevos Flash (1956) y Green Lantern (1959), La Liga de la Justicia (1960), Los Cuatro Fantásticos (1961) o El Hombre Araña (1962), obra de autores como Carmine Infantino, Steve Ditko, Gil Kane, Jack Kirby, Stan Lee o Jim Steranko.
Muchas de las nuevas historietas están orientadas, además, hacia un público cada vez menos infantil. Es el caso de las historietas de superhéroes con fuertes temas sociales, como la reunión de Linterna Verde y Flecha Verde que Dennis O'Neil y Neal Adams realizaron en 1970. Nuevos autores, como Jim Starlin, dejarían su impronta en series como Warlock (1975).
Las historietas de terror características de la EC Comic serían recreadas, además, en las revistas en blanco y negro «Creepy» (1964), «Eerie» (1966) y «Vampirella» (1969) de Warren Publishing, que hacían caso omiso de las restricciones del Comics Code. Incluso DC y Marvel tantean el género con La Cosa del Pantano (1971), de Len Wein/Berni Wrightson, o La tumba de Drácula (1972-1979), de Marv Wolfman/Gene Colan, respectivamente. Marvel lanzó también en 1970 su versión de Conan de la mano del guionista Roy Thomas y de dibujantes como Barry Windsor-Smith y John Buscema.
Además, muchas editoriales de pequeño tamaño publican series de éxito como Turok (1956), Magnus, Robot Fighter (1963) o T.H.U.N.D.E.R. Agents (1965).
A mediados de los sesenta había surgido también un importante movimiento contracultural, cómic underground, con autores como Robert Crumb (El gato Fritz, 1965), Gilbert Shelton (Fabulous Furry Freak Brothers, 1968), Vaughn Bodé (Cheech Wizard, 1971) o Richard Corben (Den, 1971). Desde 1962, la revista erótica Playboy publicaba Little Annie Fanny de Harvey Kurtzman/Will Elder.
Otras series humorísticas gozan de una difusión más convencional: Comic books como Howard el pato (1976) de Steve Gerber y sobre todo tiras diarias como Miss Peach (1956) de Mell Lazarus, la homónima de Jules Feiffer (1957), B.C. (1958) de Johnny Hart, Tiger (1965) de Bud Blake, Broom-Hilda (1970) de Russell Myers, Doonesbury (1970) de Garry Trudeau, Hägar the Horrible (1973) de Dik Browne y Heathcliff (1973) de George Gately. Entre las decadentes tiras de grafismo realista, puede mencionarse Mary Perkins, On Stage (1957) de Leonard Starr, Sky Masters (1958) de Dave Wood/Jack Kirby, The Adventures of Phoebe Zeit-Geist (1968) de Michael O'Donoghue/Frank Springer, Sally Forth (1968) de Wally Wood o Friday Foster (1970) de Jim Lawrence/Jorge Longaron.

### La independencia (1976-1992)
A finales de los años 70, las experiencias de edición underground de los 60 y 70 se transforman en un sólido sector del mercado, gracias al nuevo mercado de venta directa a librerías especializadas, y el surgimiento de editoriales como Fantagraphics Books (1976), Eclipse (1978), Comico (1982), First (1983) o Dark Horse Comics (1986), y revistas como RAW, Weirdo o Love and Rockets de los hermanos Jaime, Gilbert y Mario Hernández, todas de 1981.
También se crean formatos más caros y lujosos, y en general se busca un lector más adulto, al que ya se dirigen sin ninguna duda Harvey Pekar con American Splendor (1976), un redivivo Will Eisner, quien populariza el concepto de novela gráfica a partir de su Contrato con Dios (1978) y Art Spiegelman con Maus (1980).
La mayoría de los nuevos autores independientes no relega, sin embargo, los géneros más populares, publicándose:
- En 1978, Elfquest de Wendy/Richard Pini y Sabre de Don McGregor/Paul Gulacy;
- En 1981, Nexus de Steve Rude/Mike Baron;
- En 1982, Dreadstar de Jim Starlin, Grendel de Matt Wagner, Groo de Sergio Aragonés y Rocketeer de Dave Stevens;
- En 1983, American Flagg! de Howard Chaykin;
- En 1984, Elementals de Bill Willingham, Usagi Yojimbo de Stan Sakai y Zot! de Scott McCloud, y
- En 1986, Concrete de Paul Chadwick y Xenozoic Tales de Mark Schultz.

Mientras tanto, Marvel Comics triunfa con los X-Men (1977) de Chris Claremont/John Byrne, Daredevil (1979) de Frank Miller y el Thor (1983) de Walt Simonson, aunque la auténtica revolución no llegará hasta 1986 y ya de la mano de DC con Batman: The Dark Knight Returns (1986) de Frank Miller y Watchmen (1988) de Alan Moore/Dave Gibbons. Dos años después, gracias al éxito de las versión en anime de Akira de Katsuhiro Otomo, la historieta japonesa empezaba a difundirse en el país, llegando a ser imitada por autores autóctonos y dando lugar a movimientos como el amerimanga.
La tira más popular de finales del siglo XX, Calvin y Hobbes (1985) de Bill Watterson recuperó por su parte elementos del humor físico de la ya extinta época dorada de las tiras de prensa. Hubo, sin embargo, otras tiras destacables como La vida en el Infierno (1977) de Matt Groening, Garfield (1978) de Jim Davis, Bloom County de Berkeley Breathed y The Far Side de Gary Larson, ambas de 1980; FoxTrot (1988) de Bill Amend, Dilbert (1989) de Scott Adams, Baby Blues (1990) de Rick Kirkman/Jerry Scott, Wild Palms (1990) de Bruce Wagner/Julian Allen o La laguna de Sherman (1991) de Jim Toomey.

### Alternativas (1992-presente)

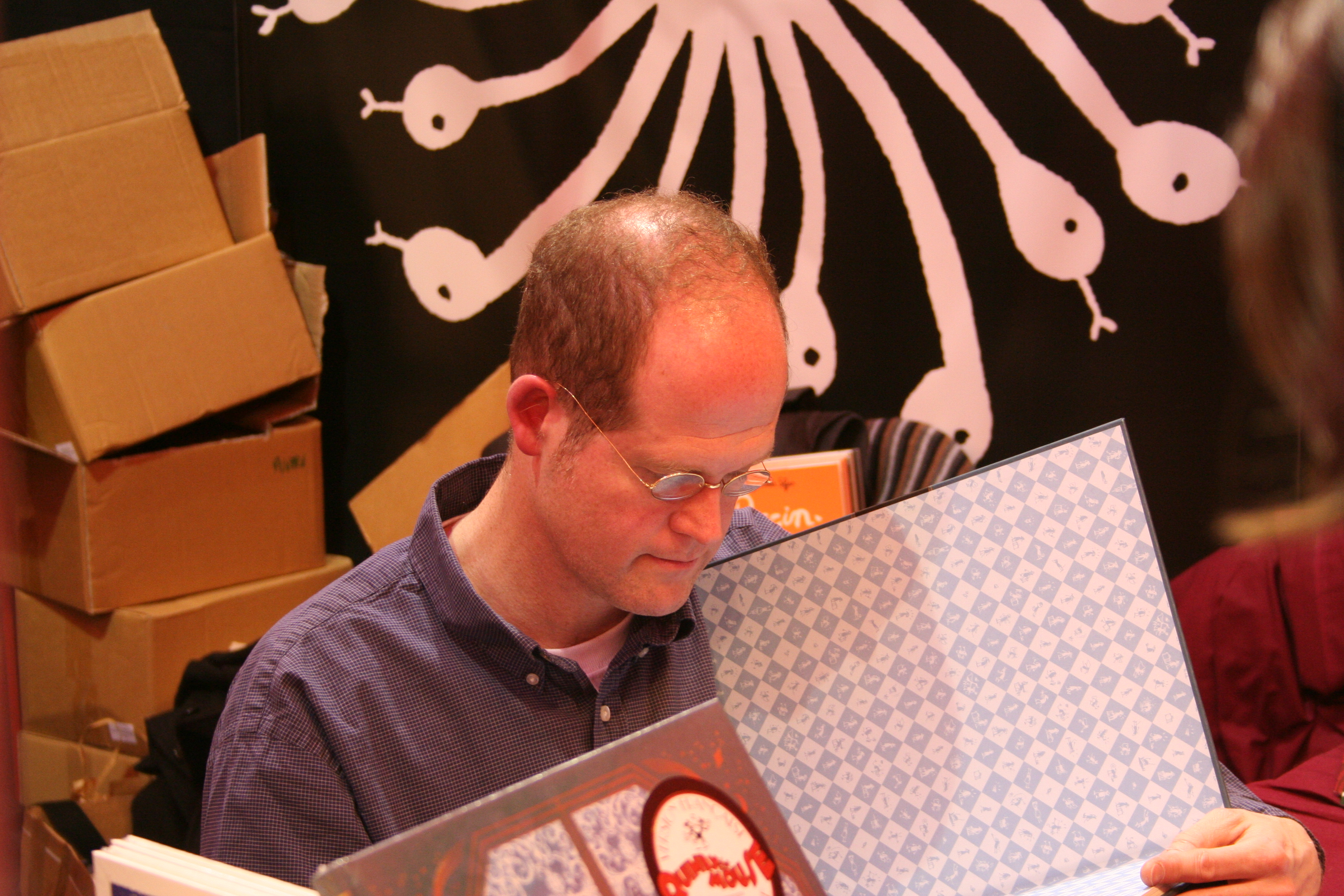
Chris Ware en el Festival de Angulema de 2009.

La posición del creador dentro de la industria estadounidense cambiaría definitivamente con la fundación de Image Comics en 1992 y el boom de ventas desatado por Spawn o WildCats ese mismo año o Witchblade en 1995. Otras series independientes importantes de principios de los noventa son Madman (1990) de Mike Allred, Bone (1991) de Jeff Smith, Sin City (1991) de Frank Miller, The Maxx (1993) de Sam Kieth, Strangers in Paradise (1993) de Terry Moore o Hellboy (1994) de Mike Mignola.
La propia editorial DC Comics fundaría en 1993 la línea Vertigo para acoger series dirigidas a un público más adulto, y generalmente entrocadas con la ciencia ficción, la fantasía y el terror: The Sandman (1988) de Neil Gaiman, Hellblazer (1988) de VV.AA., Los Invisibles (1994) de Grant Morrison, Predicador (1995) de Garth Ennis/Steve Dillon, Transmetropolitan (1997) de Warren Ellis/Darick Robertson, 100 balas (1999) de Brian Azzarello/Eduardo Risso, Y: El último hombre (2002) de Brian K. Vaughan/Pia Guerra o Fábulas (2003) de Bill Willingham. De este año y para Image son también The Walking Dead de Robert Kirkman y Wanted de Mark Millar/J. G. Jones.
Algunos de los nuevos autores buscan una alternativa a los géneros y formatos predominantes, tendiendo a menudo hacia el costumbrismo (incluso autobiográfico) y la historieta experimental, como es el caso de Peter Bagge, Charles Burns, Daniel Clowes, Jason Lutes, David Mazzucchelli o Chris Ware, mientras que Joe Sacco cultiva su vocación periodística.
En el campo de las tiras, pueden mencionarse Mutts (1994) de Patrick McDonnell, Ciudadano Can (1995) de Mark O'Hare, Over the Hedge (1995) de Michael Fry/T. Lewis, The Norm (1996) de Michael Jantze, Zits (1997) de Jerry Scott/Jim Borgman, Liberty Meadows (1997) de Frank Cho, Get Fuzzy (1999) de Darby Conley o Perlas a los cerdos (2001) de Stephan Pastis; en el del novedoso webcomic, The Perry Bible Fellowship (2001) de Nicholas Gurewitch o La pequeña Dee (2004) de Christopher Baldwin.

## Industria
En los Estados Unidos los derechos de autor del cómic siempre han sido para la editorial y siempre apostando por el mercado del corriente principal hasta el surgimiento del cómic underground y luego alternativo.